# Anaspis proteus
Anaspis proteus es una especie de coleóptero de la familia Scraptiidae.

## Distribución geográfica
Habita en las islas de la Macaronesia.